# Sevriukî, Krasîliv
Sevriukî (în ucraineană Севрюки) este localitatea de reședință a comunei Sevriukî din raionul Krasîliv, regiunea Hmelnîțkîi, Ucraina.

## Demografie
Componența lingvistică a localității Sevriukî
     Ucraineană (99,6%)
     Alte limbi (0,4%)
Conform recensământului din 2001, majoritatea populației localității Sevriukî era vorbitoare de ucraineană (99,6%), existând în minoritate și vorbitori de alte limbi.